# Roman Jackiw
Roman Wladimir Jackiw (Lubliniec, 8 de novembro de 1939 – 14 de junho de 2023) foi um físico teórico estadunidense, nascido na Polônia.

## Carreira
Jackiw co-descobriu a anomalia quiral, também conhecida como anomalia de Adler-Bell-Jackiw. Em 1969, ele e John Stewart Bell publicaram sua explicação, que mais tarde foi expandida e esclarecida por Stephen L. Adler, do decaimento observado de um píon neutro em dois fótons. Esse decaimento é proibido por uma simetria da eletrodinâmica clássica, mas Bell e Jackiw mostraram que essa simetria não pode ser preservada no nível quântico. A introdução de um termo "anômalo" da teoria quântica de campos exigia que a soma das cargas dos férmions elementares tinha que ser nulo. Este trabalho também deu importante apoio à teoria das cores dos quarks.
Jackiw também é conhecido pela gravidade de Jackiw-Teitelboim, uma teoria da gravidade com uma dimensão de espaço e tempo que inclui um campo de dilatação. Às vezes conhecido como modelo R = T ou gravidade JT, é usado para modelar alguns aspectos de buracos negros quase extremos.

## Morte
Jackie morreu no dia 14 de junho de 2023, aos 83 anos.